# Скит Святого Онуфрия (Сульмона)
Скит Святого Онуфрия (итал. Eremo di Sant'Onofrio) — мужской скит Ордена Целестинцев (OSB Coel) на горе Марроне в 620 метрах над уровнем моря в коммуне Сульмона на территории епархии Сульмона-Вальвы под юрисдикцией Римско-католической церкви.
Основан в 1290 году святым Папой Целестином V (в миру Пьетро Анджелерио, или Пьетро да Марроне), подвизавшимся в пещере на месте скита с 1290 по 1294 год до своего избрания в Папы. Капелла скита украшена фресками XV века.

## История
Пьетро Анджелерио (он же Пьетро из Морроне) пришёл в Абруццо между 1239 и 1241 годами и поселился в пещере на склонах Монте Морроне, построив здесь небольшую церковь под названием Санта-Мария-ин-Рута или Санта-Мария-ин-Груттис.
Местные жители, узнав об отшельнике, стали обращаться к нему за молитвой и советом, а некоторые просили дать им правило для аскетической жизни. Для них Пьетро Анджелерио основал в Маджелле скит Святого Духа, куда вскоре перешёл и сам.
Спустя некоторое время, отшельник выбрал труднодоступное место в долине близ Сульмоны, подходящее для уединенной и аскетической жизни. Но и сюда к нему добирались паломники.
В 1294 году Карло II, король Неаполя, сразу после конклава, не сумевшем за двадцать семь месяцев избрать нового понтифика, объявил новым Папой Пьетро Анджелерио. Посланная к отшельнику делегация, убедила его принять назначение, и в ЛʼАкуиле в базилике Санта-Мария-ди-Коллемаджо состоялась торжественная интронизация нового Папы, взявшего имя Целестина V.
Целестин V занимал папский престол всего четыре месяца, после чего в 1295 году вернулся в свой, скит. Новым Папой стал Бонифаций VIII.
Во время Второй мировой войны скиту был нанесен значительный ущерб, что изменило его первоначальную структуру, хотя последующая реконструкция сохранила план здания с небольшими изменениями во внешнем виде. На фасаде здания установлена мемориальная доска в память об архитектора Джузеппе Джанпьетро (1894—1974), трудами которого обитель была восстановлена.

## Описание
В притворе скитской церкви находится крыльцо, с которого можно попасть на маленькую площадь перед кладбищем. Внутри церкви на левой стене сохранились фрагменты фресок XV века с изображением Христа Царя и святого Иоанна Крестителя, а также Мадонны с младенцем, святой Люции и святой Аполлонии.
В 1884 году из храма был вынесен триптих XV века с изображениями святого Онуфрия, святого Петра (Целестина V) и блаженного Роберта де Ла Саль (ученика основателя скита). Сохранился деревянный потолок XV века. Церковь покрыта сводом. В ней два современных алтаря святого Онуфрия и святого Антония, под которыми арка со входом в малую часовню оратория.
Авторство некоторых сохранившихся фресок в скиту приписывается живописцу известному под именем Магистер Джентилис (Мастер Благословенной), современнику Пьетро из Морроне, в частности фреска Распятия, с предстоящими Богоматерью и Иоанном Богословом; над руками по обеим сторонам от креста — два ангела, один с терновым венцом, другой — со сияющей короной.
В люнете изображение Мадонны с младенцем на синем фоне, в люнете напротив — бюсты святого Бенедикта (в красном одеянии с закрытой книгой в руке), святых Мавра и Антония. Свод синего цвета украшен звёздами. На боковых стенах фрагменты фресок XIV века, на одной из которых изображён Пьетро из Морроне в образе Папы Целестина V.
В центре небольшой алтарь из белого камня, на котором находится распятие, по преданию, освященное самим основателем, когда он остановился в Сульмоне, направляясь в Неаполь после интронизации.
Коридор на правой стороне оратория ведёт мимо небольших келий святого Петра из Морроне и блаженного Роберта де Ла Саль к лестнице на верхний этаж, в помещение молитвенного уединения, и на террасу, откуда паломники бросают камни в пропасть, что символизирует отказ от искушений мира.
Скитская пещера, где, по преданию, молился основатель, находится ниже церкви. В неё ведёт лестница, начинающаяся перед крыльцом. Паломники трутся телами о влажные стены пещеры, чтобы излечиться от ревматоидных заболеваний. Особенно много паломников в скиту собираются 19 мая в день святого Петра из Морроне (Целестина V) и 12 июня в день святого Онуфрия.